# Bushey
Bushey är en ort i Storbritannien.   Den ligger i grevskapet Hertfordshire och riksdelen England, i den södra delen av landet, 22 km nordväst om huvudstaden London. Bushey ligger 99 meter över havet och antalet invånare är 17 380.
Terrängen runt Bushey är platt. Runt Bushey är det mycket tätbefolkat, med 4 670 invånare per kvadratkilometer. Närmaste större samhälle är Watford, 2,8 km nordväst om Bushey. Runt Bushey är det i huvudsak tätbebyggt.